# Tranvías de Portugal
El tranvía eléctrico (en portugués, elétrico AO), que en las grandes ciudades como en Lisboa u Oporto, hace recorridos típicamente turísticos, aunque no exclusivamente. Se destina sobre todo al transporte de pasajeros y es un medio de transporte rápido, ya que, generalmente tiene prioridad sobre el resto del tránsito.
Los tranvías eléctricos llegaron a Portugal en Oporto (1895), Lisboa (1901), Sintra (1904), Coímbra (1911) y Braga (1914). Continúan existiendo las redes de Lisboa, Oporto y Sintra. Las de Braga y Coímbra se suprimieron.
También hubo líneas de tranvía con tracción animal en Figueira da Foz, Funchal y Póvoa de Varzim/Vila do Conde, que no llegaron a ser electrificadas.

## Tranvías de Lisboa

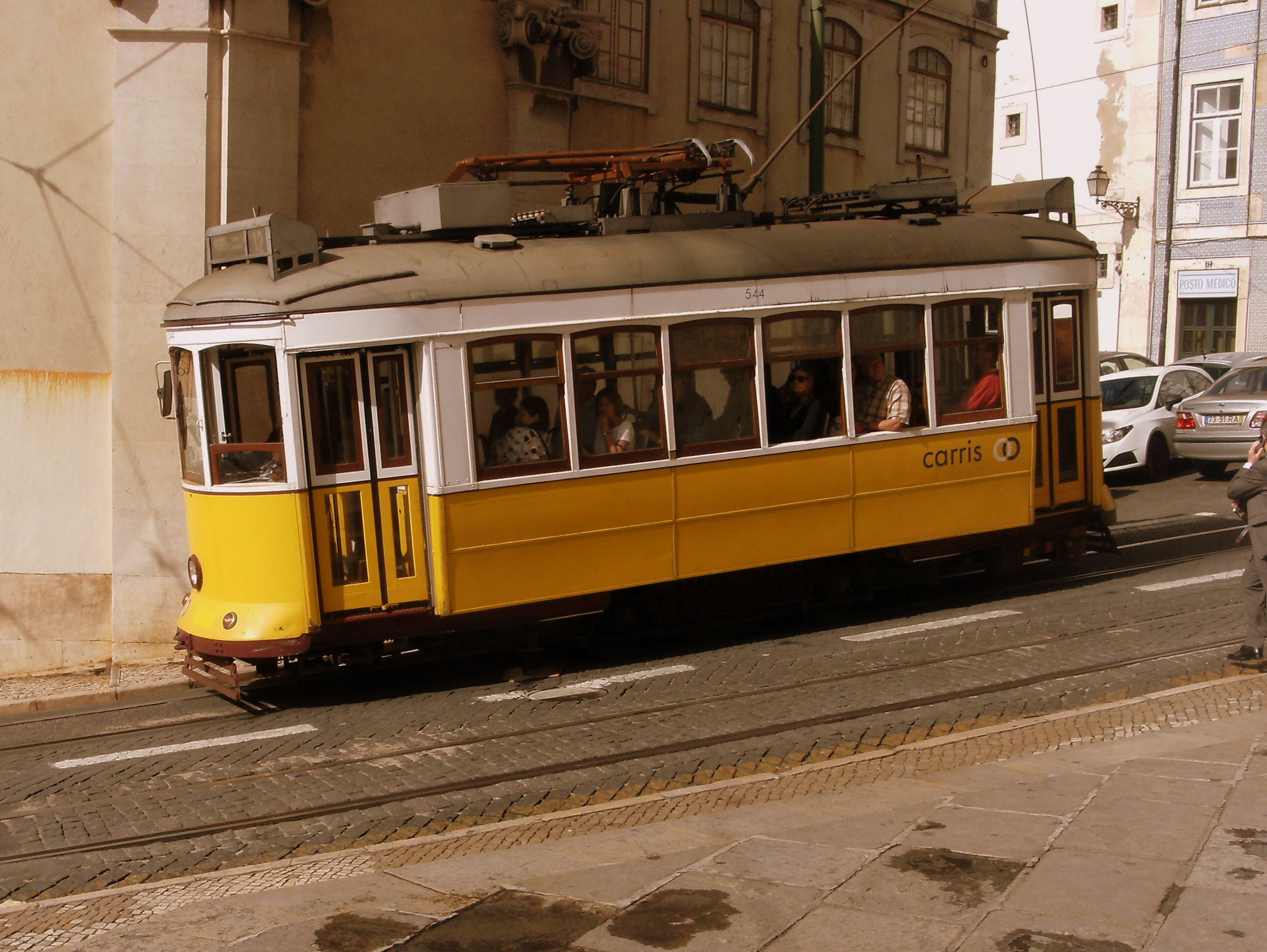
Tranvía de Lisboa.

En Lisboa se inauguró la primera línea de tranvías de tracción de sangre el 17 de noviembre de 1873 entre la Estação da linha Férrea Norte e Leste (Stª. Apolónia) y el extremo oeste de Aterro da Boa Vista (Santos). 
En 1900 fueron electrificados. Desde entonces, los Amarillos de Carris, como se llaman en Lisboa, son un elemento típico de la ciudad, recorriendo calles estrechas y sinuosas. La red de tranvías está compuesta actualmente por cinco líneas y recorre un total de 48 km en un ancho de vía de 900 mm, de los que 13 km se hacen por vías exclusivas. 
Tiene 165 empleados (conductores de tranvía, funicular y elevador) y una flota de 58 vehículos (40 nhistóricos, 10 articulados y 8 ligeros), con base en una única cochera, la de Santo Amaro.

## Tranvías de Oporto

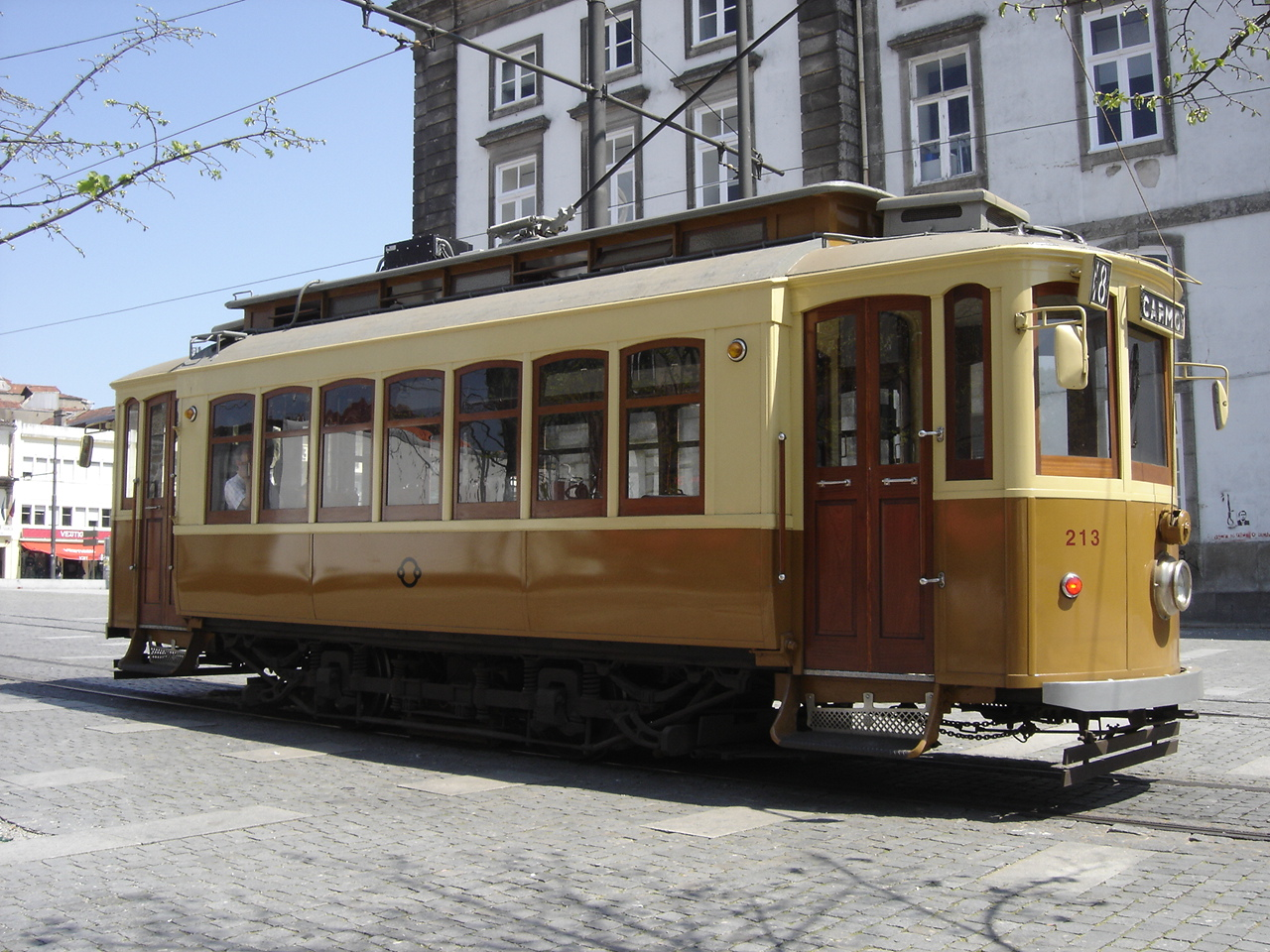
Tranvía de Oporto - Línea 18

La primera línea de tranvía (de tracción de sangre) de Oporto, se inauguró en 1872. Se cambió la tracción a vapor en 1878 y fueron eléctrificados en 1895.
La red de tranvías eléctricos históricos ligeros de la ciudad de Oporto es explotada por la STCP. No hay que confundir con la red de Metro de Oporto, que utiliza vehículos ligeros sobre carriles, articulados de alta capacidad. 
Están en funcionamiento cuatro líneas en una red muy reducida en comparación con los máximos históricos de la década de 1960. En 1950 fue el apogeo de la red con 150 km de vías y 38 líneas, con un parque de 193 coches eléctricos y 24 remolques. 
La flota se guarda en el parque de Massarelos, junto al Museo del tranvía eléctrico.

## Tranvías de Sintra

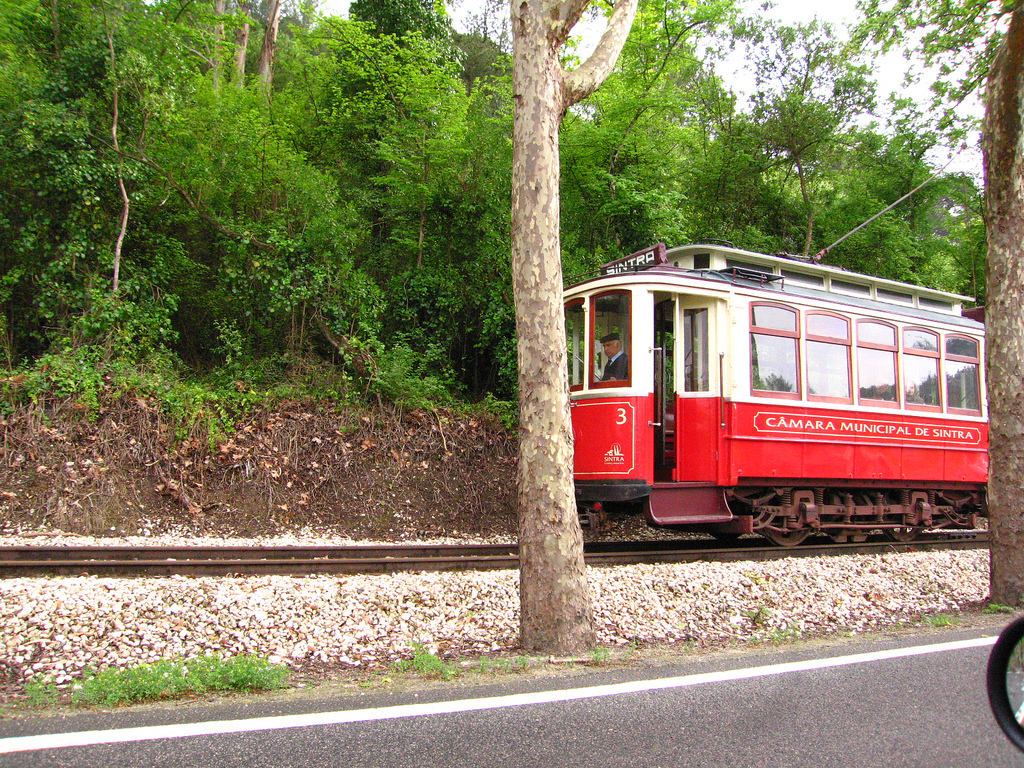
La pendiente del tramo entre Sintra y Colares, es muy acentuada.

El tranvía de Sintra es una línea turística de vía estrecha que enlaza la ciudad de Sintra con la Praia das Maçãs, en un trayecto de poco menos de 13 km, con cinco paradas, pasando por Colares y por Praia Grande. Lo explota El Ayuntamiento de Sintra, dando el servicio durante la época de baños.

## Tranvías de Coímbra

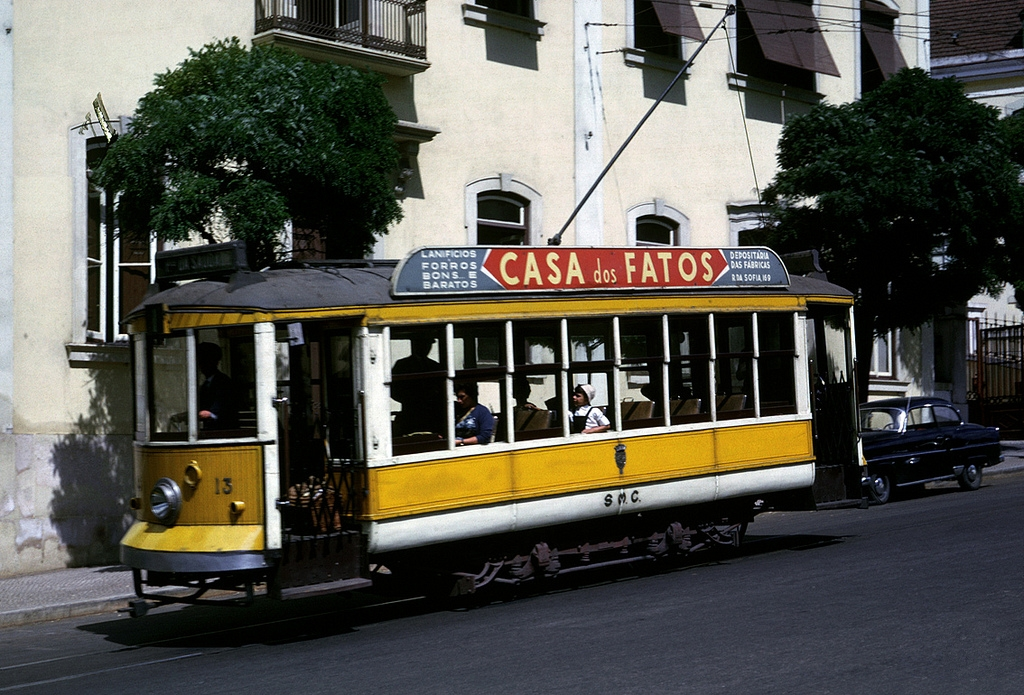
Tranvía de Coímbra en 1962.

En 1874 se inauguró la primera línea de tranvías de tracción animal en Coímbra, que fueron sustituidas por tracción eléctrica a partir del 10 de noviembre de 1911, siendo la cuarta localidad portuguesa en disponer de este medio de transporte. Durante décadas, con más o menos líneas, fue un modo eficaz de transporte para los ciudadanos. A pesar de ello, considerado a finales de la década de 1970 como anticuado, ruidoso e incómodo, fueron cerrándose las líneas. Circuló por última vez el 9 de enero de 1980.

## Tranvías de Braga

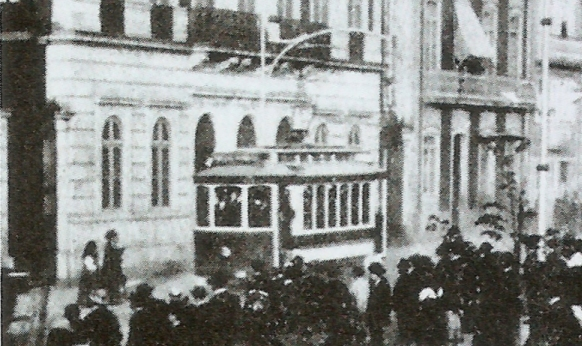
Braga: primer día de tracción eléctrica, en 1914.

En Braga, las líneas de tranvía con tracción animal, llamados en portugués "carros americanos" empezaron a tenderse en 1877 y, más tarde, se pasaron a tracción por vapor. La red de tranvías eléctricos de Braga fue inaugurada el 5 de octubre de 1914, electrificando las redes existentes. Tenía dos líneas:
1. Estación ferroviaria al Elevador del Bom Jesus
2. Largo do Monte de Arcos al Parque da Ponte

Fueron clausuradas definitivamente en 1963, sustituidas por trolebuses. Los carriles siguieron existiendo hasta la década de 1980.